# Arsenal de Vérone
L'arsenal d'artillerie Campagnola, initialement appelé arsenal d'artillerie François Joseph mais plus connu sous le nom d'arsenal de Vérone ou arsenal autrichien de Vérone, est un établissement militaire construit par l'empire d'Autriche à Vérone. Les études préliminaires et l'élaboration du projet, commandées par le maréchal Josef Radetzky, ont eu lieu en 1854 avec le choix du projet exécutif par le lieutenant-colonel Conrad Petrasch, directeur de la Genie-Direktion de Vérone. La construction de l'arsenal fut achevée en 1861 selon le projet réduit de 1859.

## Histoire
Vérone a toujours joué un rôle stratégique en fonction de sa situation géographique, au carrefour de nombreuses voies de communication. En raison de cette position, elle était parfaitement préparée pour devenir le principal bastion du royaume de Lombardie-Vénétie (1815-1860) ; elle devint ainsi la pierre angulaire du Quadrilatère, qui fut établi vers 1850 : la ville des Scaliger, bien protégée par les forteresses voisines de Peschiera, Legnago et Mantoue, assuma le rôle de dépôt militaire car elle était directement reliée en Autriche par la route du Brenner. À l'intérieur de l'enceinte de la ville, dont les Autrichiens ont reconstruit de manière moderne les parties démolies par les troupes napoléoniennes, divers complexes militaires ont trouvé leur place, d'une importance fondamentale, surtout en cas de guerre, lorsque Vérone aurait été transformée en point d'appui pour des batailles d'une armée composée d'environ 100 000 soldats : en plus de l'arsenal, d'imposants bâtiments ont été construits comme l'hôpital militaire de l'armée, la provianda de Santa Marta et les grandes casernes de Castel San Pietro et del Campone,.
Parmi les établissements militaires construits entre les années 1850 et 1860 se trouve l'arsenal d'artillerie, du nom de l'empereur François-Joseph Ier. Il a été construit entre 1854 et 1861 à l'extérieur de la ville historique et en face de l'ancienne forteresse de Castelvecchio. Il était destiné à abriter la Direction de l'Artillerie et à jouer le rôle de soutien logistique pour les nombreux bastions militaires du royaume de Lombardie-Vénétie.

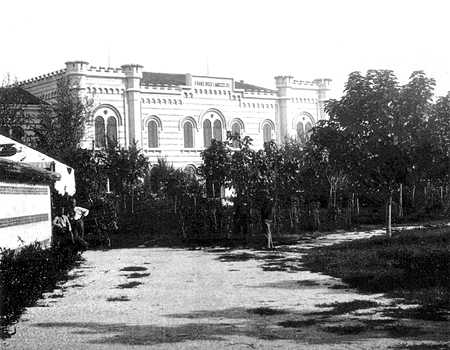
Le pavillon de commandement en 1866, quelques années après sa construction.
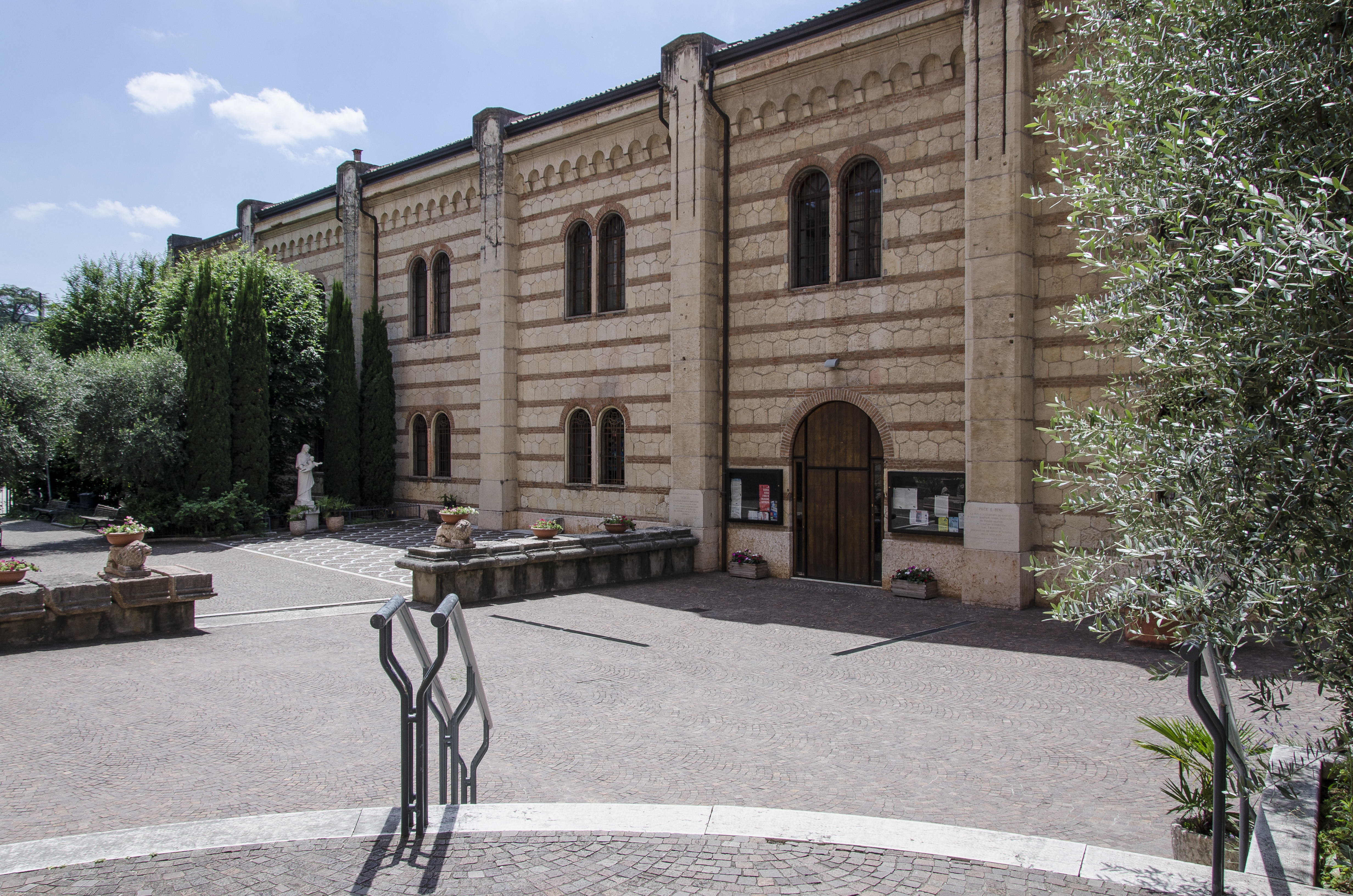
Église de San Francesco d'Assisi, l'un des pavillons rénovés de l'arsenal. Le projet de restauration a été conçu par l'architecte véronais Libero Cecchini.

Entre 1923 et 1935, dans une phase de transformation de la Campagnola en un nouveau quartier résidentiel, le complexe subit les premières transformations ; en particulier, en 1935, les structures de l'École militaire de natation ont été démolies, dont seule la grande piscine a survécu, redimensionnée et placée dans un nouveau parc public toujours existant. D'autres hangars ont également été construits au sein des cours de l'arsenal.
Le complexe a été gravement endommagé par les raids aériens alliés de la Seconde Guerre mondiale : le pavillon de commandement a été touché, les structures d'origine ont alors été remplacées par des structures en béton armé et maçonnerie ; le bâtiment sud de la cour centrale a été endommagé, puis reconstruit partiellement ; dans la cour est, l'entrepôt à deux étages, touché par les mêmes raids aériens, a été détruit aux trois quarts et laissé à l'état de ruine pendant des années.
La conséquence fut qu'après la guerre l'arsenal, fortement endommagé et situé en face d'un pont démoli, perdit tellement de valeur qu'il se retrouva parmi les biens cessibles du domaine de l'Etat, alors que le plan directeur de la ville prévoyait sa démolition complète pour faire place à un parc public et à environ 1,4 hectare de terrains à bâtir. Ce désintérêt pour l'ensemble a fini par lui causer, au fil du temps, de réels dégâts matériels : dans les années 1950, une fois le tracé de la viale della Repubblica défini dans le plan d'urbanisme, tout le nord-est du mur d'enceinte de l'arsenal, avec la tour de guet fut démoli ; dans les années 1960, deux autres des quatre tours de guet du côté ouest ont finalement été démolies.
Au fil des années, l'armée s'est efforcée de réparer les dégâts causés aux bâtiments en usage, tandis que le désir de vendre l'ensemble s'estompait, à tel point que dans le plan réglementaire de 1975, la zone continuait à être utilisée comme parc public, mais sans prévoir de démolition des bâtiments, qui ont été au contraire entretenus ; la construction future d'une paroisse au sein du site a également été envisagée, identifiant ainsi une autre fonction d'utilité publique. Dans les années 1980, par conséquent, le bâtiment à deux étages de la cour orientale, en partie détruit par les bombardements et en partie démoli pour faire place à viale della Repubblica, a été remis à la Curie et restauré selon un projet de l'architecte véronais Libero Cecchini, pour donner de l'espace à l'église de San Francesco d'Assisi construite à l'intérieur des anciens bâtiments.

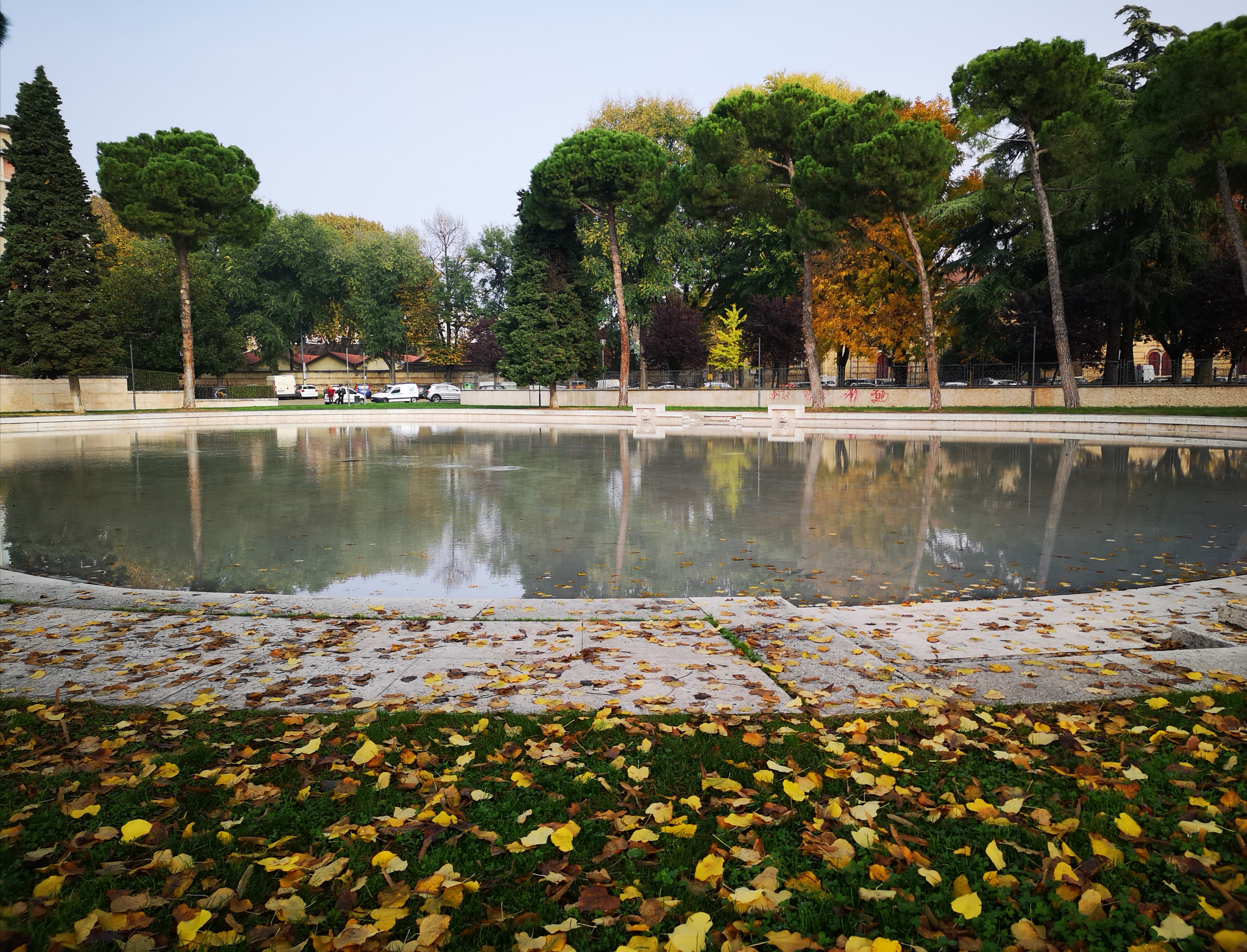
Le bassin situé devant l'arsenal, récupéré d'après un projet de l'architecte David Chipperfield

L'arsenal, utilisé d'abord par l'armée royale puis par l'armée italienne, a été acquis par la municipalité de Vérone le 15 juin 1995, même si la livraison définitive n'a eu lieu que le 19 mai 2009. Jusqu'à la vente, l'ensemble était en assez bon état, mais depuis son abandon par les militaires, il est tombé dans un état de sous-utilisation et de dégradation : seul le pavillon du Commandement a accueilli des expositions périodiques, tandis qu'un bâtiment a été affecté pendant des années à la police de la circulation, les hangars de la partie étant utilisés comme parking.
Cependant, à la suite de l'acquisition du domaine, la Municipalité annonce un concours pour le réaménagement de l'arsenal, remporté en 1999 par le studio de David Chipperfield, dont le plan est approuvé en 2006 : le projet de l'architecte britannique prévoyait la récupération des sites historiques et la construction de nouveaux volumes, ainsi que l'aménagement de l'espace extérieur à l'établissement actuel. Le projet de restauration et de re-fonctionnalisation a ensuite été abandonné, probablement parce qu'il était trop coûteux, mais le projet d'aménagement de la grande piscine s'est poursuivi, et l'inauguration a eu lieu en septembre 2011.
Ce projet prévoyait la réduction des espaces asphaltés de la Piazza Arsenale et une meilleure connexion entre les espaces verts situés entre celle-ci et le pont Scaliger, ainsi que la restauration de la fontaine monumentale ; cette dernière a ensuite été transformée, sa profondeur passant d'un mètre à quelques centimètres, et recouverte de dalles de basalte noir, de manière à augmenter l'effet miroir de la fine couche d'eau. Cette zone, immédiatement après son inauguration, est ainsi redevenue un lieu de rencontre et de loisirs apprécié et prisé, notamment en raison de la présence importante d'espaces verts sans barrières physiques et de la présence du grand plan d'eau, entièrement accessible grâce à sa faible profondeur.

## Description
L'arsenal est composé des neuf bâtiments d'origine, ordonnés selon le principe de symétrie, ainsi que de quelques corps ajoutés ultérieurement ; il se caractérise comme un ensemble clos par l'enceinte défensive, à l'origine au plan rectangulaire de 392 m sur 176 m, pour une surface totale de 6,9 hectares. Une route droite le relie au sud avec le pont de Castelvecchio, et au nord avec le quartier Borgo Trento. L'espace intérieur a été conçu comme une partie de la ville, avec des rues, des places, des cours et des pavillons, stylistiquement homogènes mais de différentes tailles. Au centre du côté sud du mur d'enceinte se trouve le bâtiment qui était destiné aux activités de gestion, le pavillon de commandement. Les autres bâtiments sont agencés de manière à former trois grands blocs de cour, fermés à l'origine pour séparer les espaces destinés aux laboratoires, forgerons, charpentiers et selliers, réunis dans la cour centrale, des entrepôts et écuries, qui surplombaient les deux cours latérales.

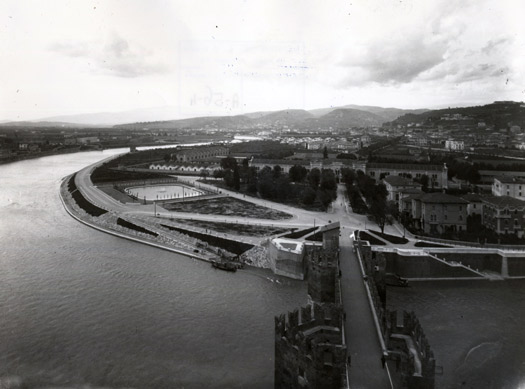
Vue depuis le donjon de Castelvecchio vers l'arsenal autrichien.
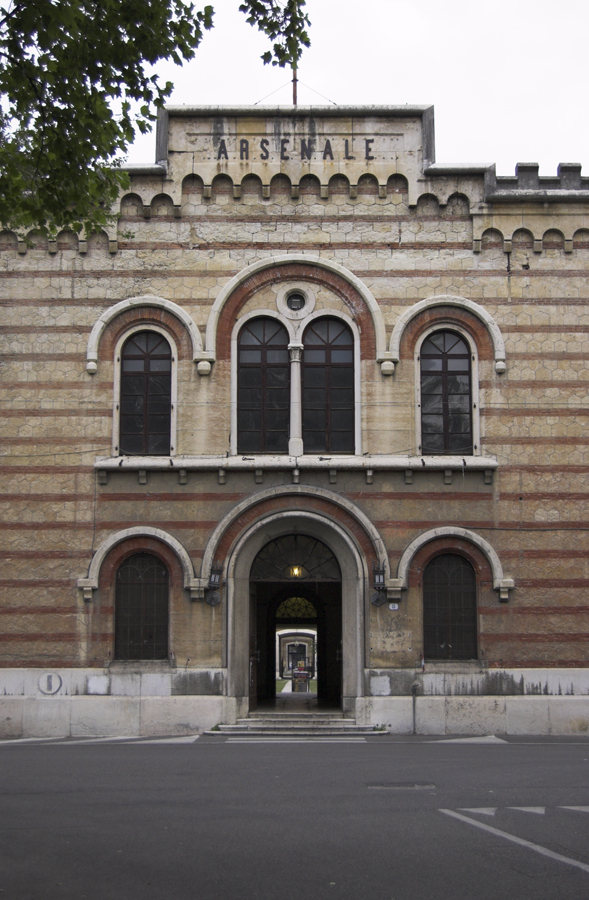
Détail de la partie centrale du pavillon de commandement.
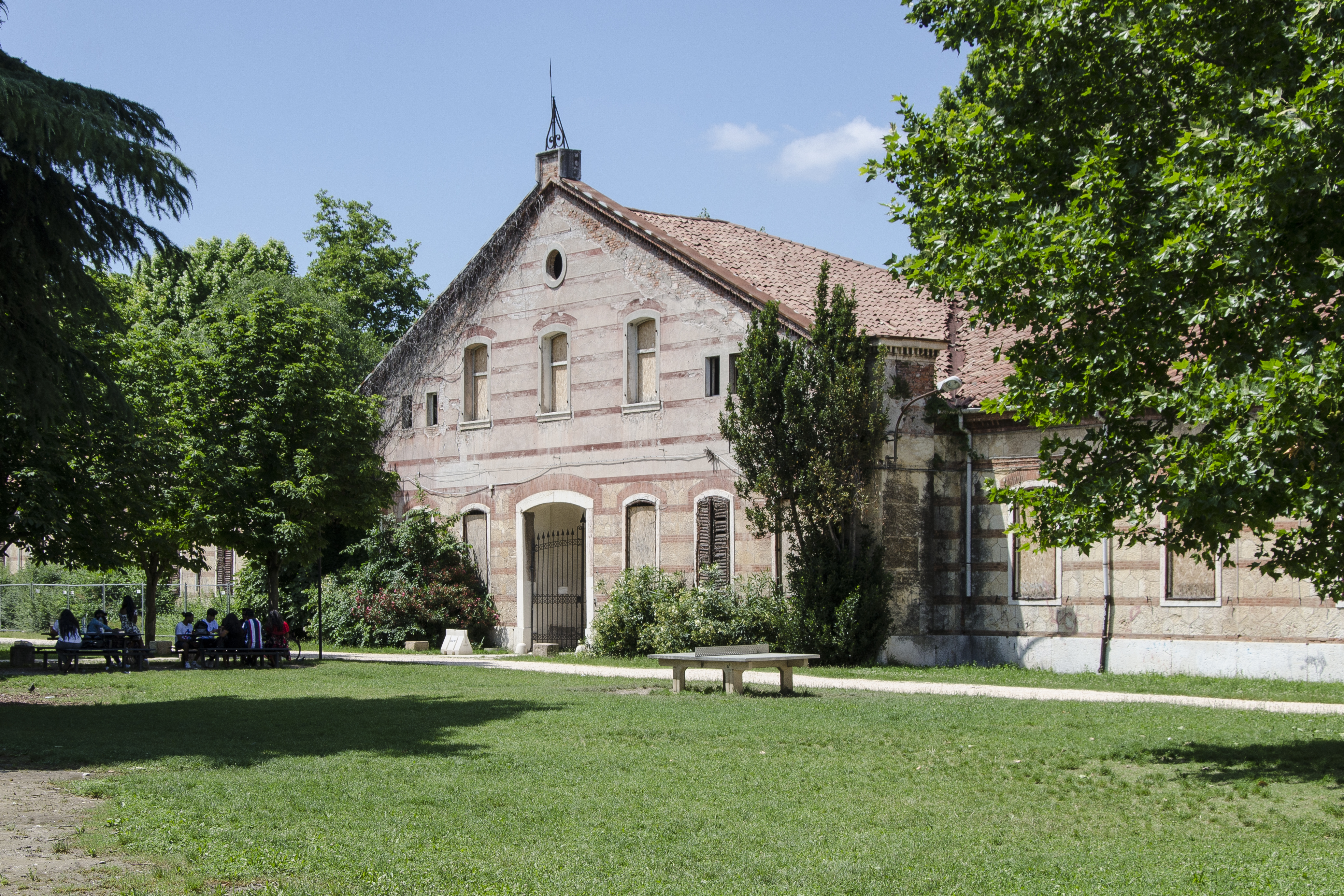
Le corps principal de la cour centrale, occupé à l'origine par des bureaux et des archives.
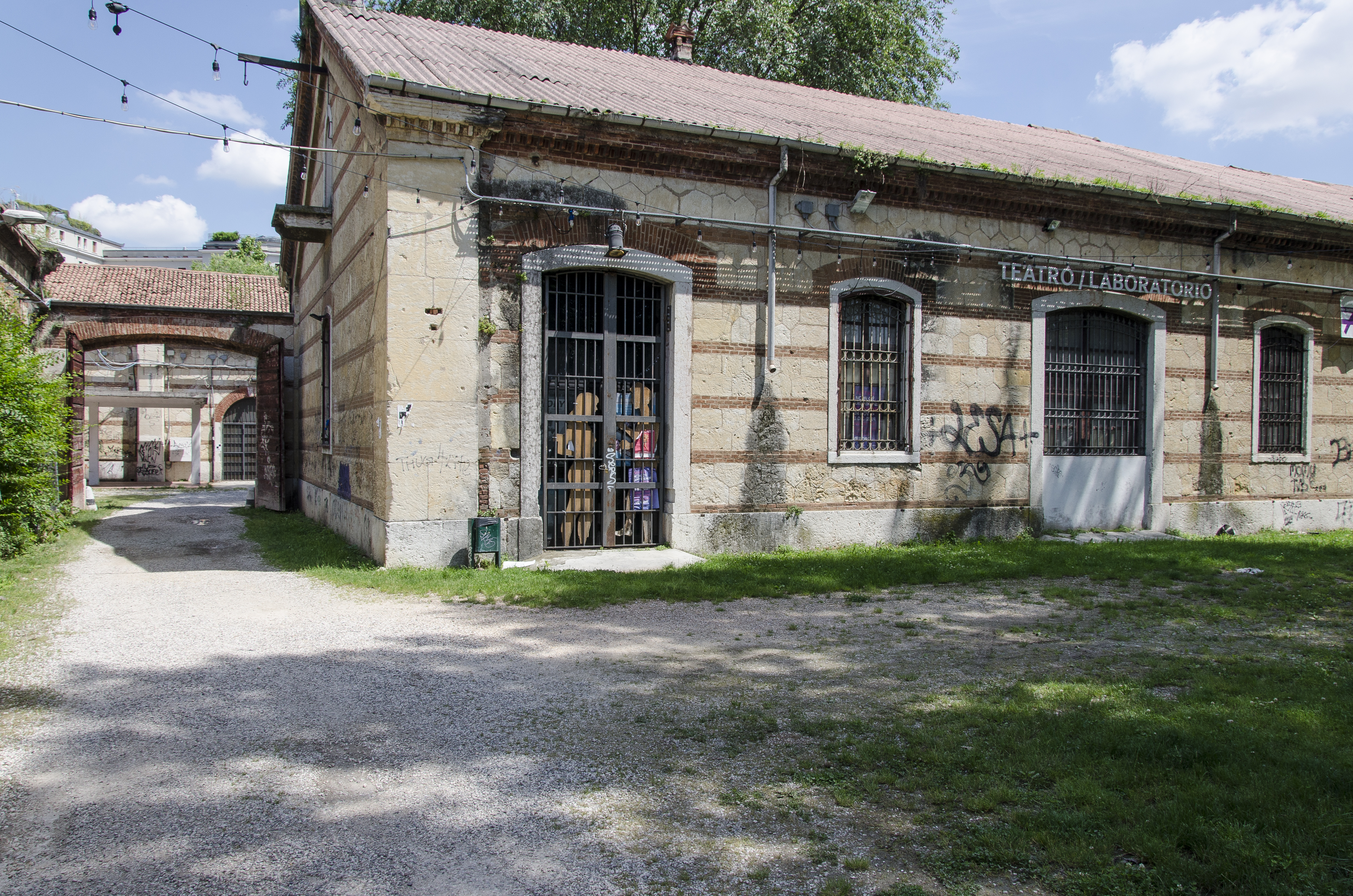
Le bâtiment des anciens laboratoires près de la cour centrale.
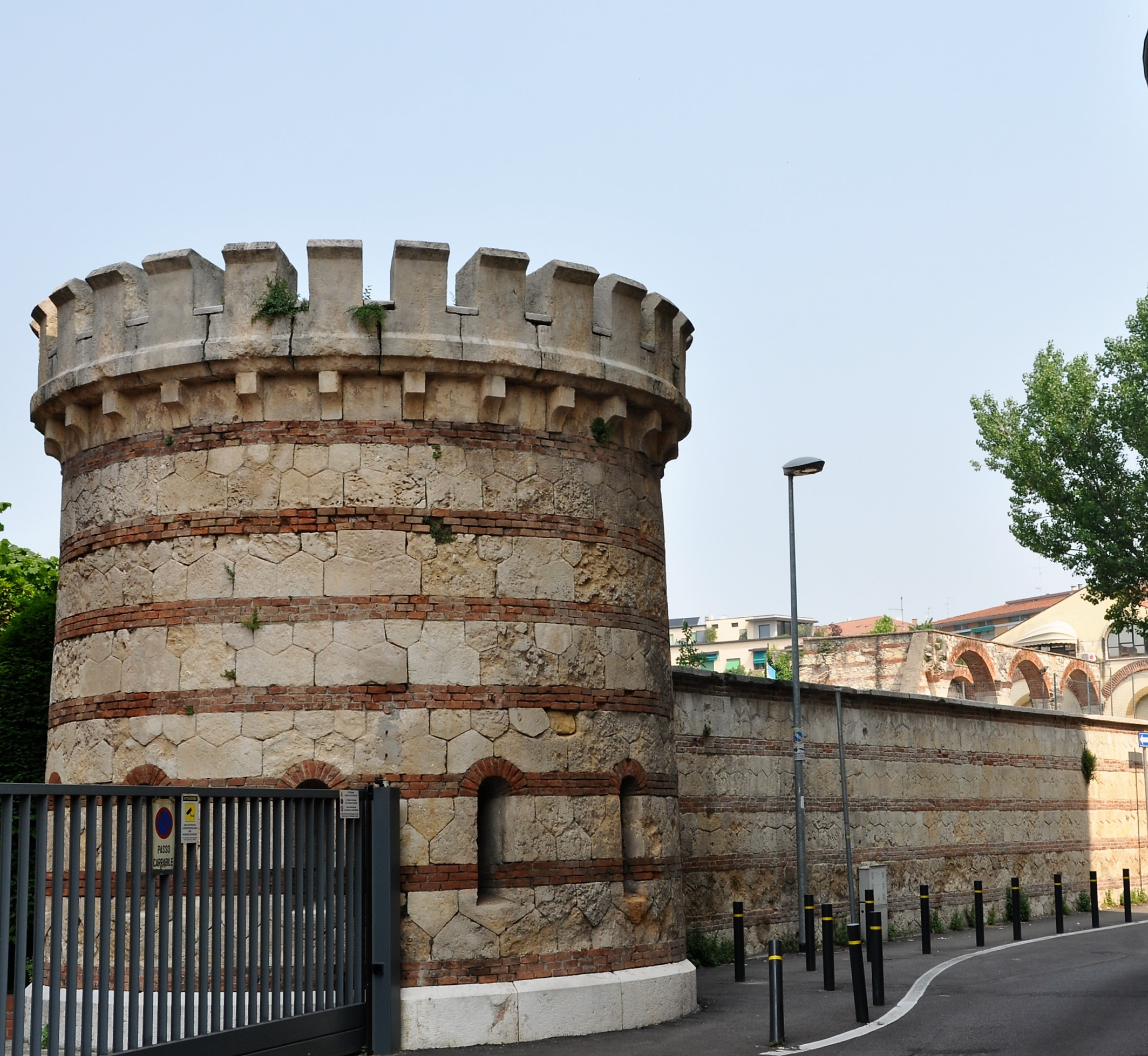
Tour de guet et murailles.

Le mur d'enceinte, également construit en tuf et brique, était à l'origine de plan rectangulaire et pourvu de quatre échauguettes à plan circulaire, saillantes au sommet. Les tours, de forme cylindrique, étaient recouvertes d'une structure voûtée en brique, qui soutenait l'étage supérieur en terrasse. L'aspect médiéval est accentué par les créneaux saillants. Au rez-de-chaussée, il y a des embrasures pour le tir.